# أنتوني لوينشتاين
أنتوني لوينشتاين (مواليد 1974) هو صحفي استقصائي ألماني أسترالي مُستقل ومؤلف وصانع أفلام.